# Donna Karan
Donna Karan (nacida Donna Ivy Faske; Nueva York, 2 de octubre de 1948) es una diseñadora de moda estadounidense. Creció en Long Island con su padrastro que era un sastre y su madre que era una modelo. Entró en la firma que diseñaba para Ana Klein y ascendió rápidamente. Fundó su propia empresa y se hizo conocida para su línea de cuerpos elásticos. 
Su colección de objetos de primera necesidad, ofreció siete piezas fáciles que cada mujer debería tener en su armario. Esta se hizo tan famosa que ahora son aproximadamente 2 piezas. DKNY es una colección moderna, juvenil, que dibuja el espíritu de vida urbana.